# Boracite
La boracite est un corps minéral cristallin, un heptaborate de magnésium chloré de formule Mg3B7O13Cl. Ce minéral d'aspect vitreux, plus dur que le quartz, de densité très proche de 3, apparaît sous forme de cristaux pseudo-cubiques ou octaédriques, incolores, transparents, assez souvent maclés. La maille cristalline appartient au système orthorhombique. La couleur verte plus ou moins forte s'explique par la substitution d'ions ferreux Fe2+ à la place de Mg2+. Les cristaux offrent une double biréfraction ou biréfringence optique, typique du spath d'Islande. Les gros cristaux ont de fortes propriétés pyroélectriques et piézoélectriques.
Ce minéral est observable en petites masses finement granuleuses ou en agrégat massif dans les parties supérieures des zones de dépôts salifères. Il y constitue alors une véritable roche boratée blanche à grise, qui peut être un minerai secondaire du métalloïde Bore. 
La stassfurtite ou staßfürtite est une variété de boracite compacte et fibreuse, typique des gisements d'évaporites marines de Staßfurt. Sa formule double faisait autrefois apparaître la présence stœchiométrique d'un chlorure de magnésium pour deux heptaborates de magnésium, soit 2 (Mg2B7O13) • MgCl2.

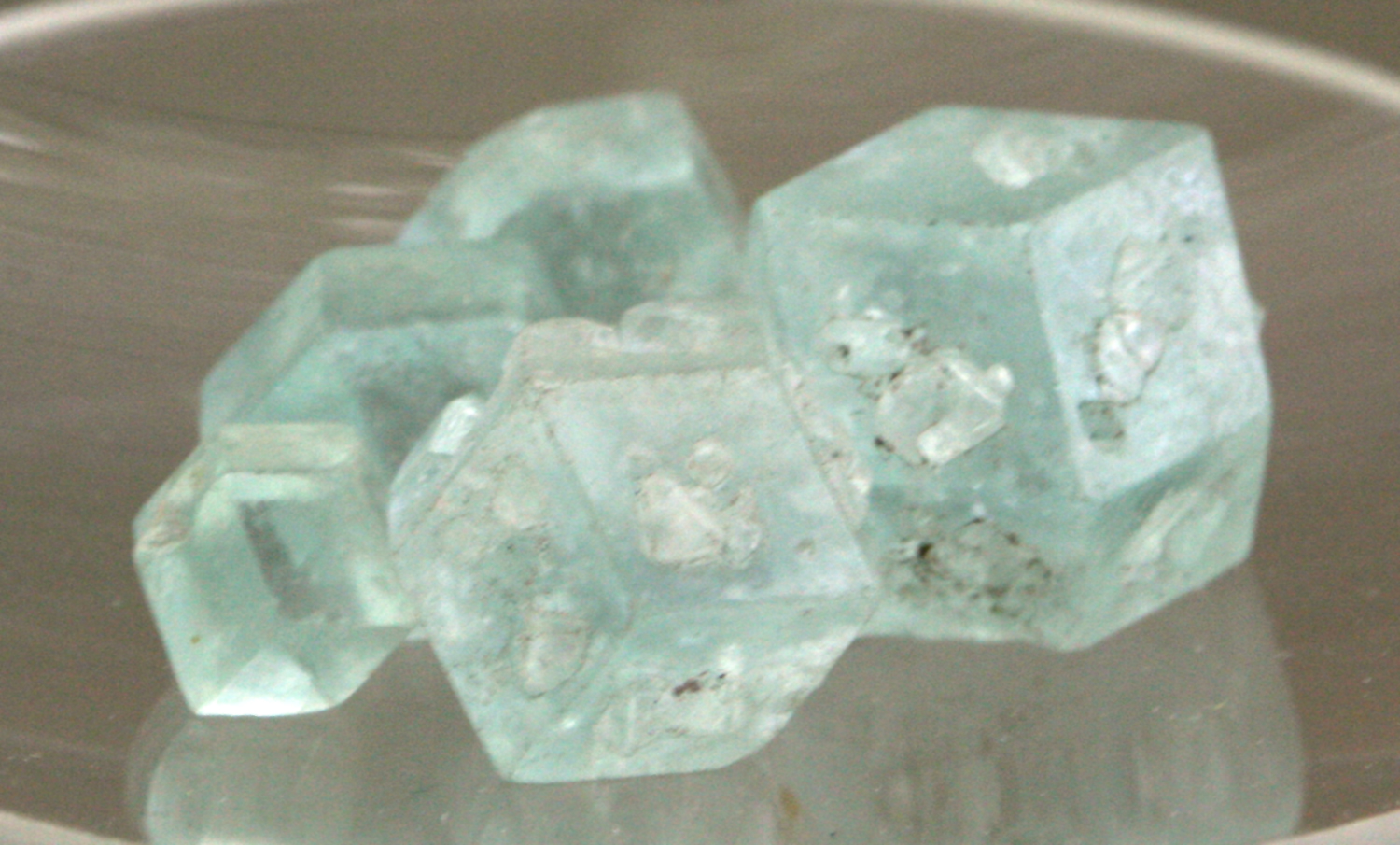
Cristaux pseudo-cubique de boracite (avec inclusions probable d'ions Cu

## Dépôts d'évaporites
La boracite est un minéral typique des roches évaporites. Dans les gisements sédimentaires d'évaporites, il est associé à la halite, au gypse ou à l'anhydrite, mais aussi à la sylvite, la carnallite, la kaïnite et la hilgardite.
L'eau de mer, au contraire des eaux des lacs boratés ou parfois des eaux saumâtres ou salées de zones endoréiques arides, contient une proportion infime de bore. Le dépôt de borates intervient logiquement en fin de la série évaporitique : c'est pourquoi la boracite est voisine de la carnallite et des sels potassiques et magnésiens dans la couches supérieures du gisement salifère de Stassfurt. 
Elle est présente en Europe : dans la partie haute des gisements de Staßfurt, dans les sables salifères du Hanovre et du Lunebourg en Allemagne, sur les sommets des mines de sels du Saulnois lorrain près de Lunéville, à Inowroclaw en Pologne. Le minéral aurait été décrit pour la première fois à partir d'échantillons de la colline Kalkberg, nom d'une localité proche de Lüneburg en Basse-Saxe. Son nom attribué avant 1810 provient évidemment de la présence de borates, et de sa proximité minérale avec le borax qui s'écrivait Buras, Borras ou Borros en allemand. 
En Asie, la boracite occupe une part du plateau Korat en Thaïlande.
Aux États-Unis, elle est exploitée dans les états de Louisiane et du Missouri.

## Exploitation des gisements: cas ancien de Staßfurt à laBelle Époque
La boracite du gisement saxon qui contient théoriquement 57% en masse d'acide borique est dans la pratique accompagnée de nombreux corps étrangers. Après un premier triage grossier à la main, suivi d'un pilage et d'un second triage plus fin, la boracite est soumise à l'action de l'eau. L'ensemble est mis à frémir puis bouillir, tout en gardant une eau claire. Après récupération de la matière insolubilisée par filtration, une dessiccation fournit la stassfürtite marchande.
Toutefois, le but était souvent l'obtention d'acide borique ou de borax commercial.
La matière est ensuite moulue finement et mélangée à de faibles quantités d'eau dans des auges en plomb. Après deux heures de repos, l'écoulement du liquide imbibant s'opère à travers une fine toile métallique pour ne pas entraîner la poudre de boracite. Celle-ci forme en réalité une masse pâteuse, qui est placée ensuite dans une chaudière et traitée par de l'acide chlorhydrique HCl.
La boracite solubilisée par cet acide se décompose en H3BO3 et MgCl2. L'acide borique peu soluble précipite, il est à nouveau lavé et purifié par précipitation en cristaux. Il était facile d'obtenir du borax en faisant réagir l'acide borique avec du carbonate de soude ou soude Solvay.
Ce procédé d'obtention du borax était toutefois assez lent et coûteux, tout en mobilisant une équipe technique non négligeable. L'usage de soude caustique, lorsqu'elle était disponible, dans les mêmes installations et chaudières permettait à la fois une purification efficace et l'obtention directe de borax pur.

## Histoire de la chimie minérale
L'analyse des nombreux sels de Staßfurt par le chimiste Jacobus Henricus van 't Hoff, parmi lesquels la carnallite et la boracite, a permis de mieux modéliser les solutions salines et comprendre l'évolution des cristaux. En particulier, la boracite peut évoluer en pinnoïte MgB2O4 • 3 H2O de même que celle-ci, insérée dans le minerai de kaïnite, donne la kaliborite KMg2B11O19 • 8 H2O.
Les diverses formes vitreuses que prennent les cristaux macroscopiques de boracite laissent supposer que la forme stable du minéral, peut-être sa formation, est au-dessus de 265 °C. La boracite serait ainsi en méta-équilibre aux températures inférieures, d'où l'explication de ses caractéristiques remarquables.

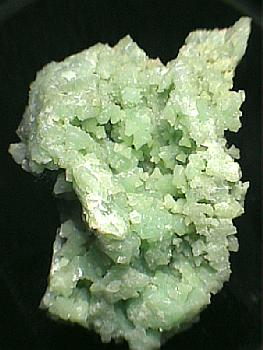
Cristaux de boracite (avec inclusions d'ions fer)